# Wilhelm Schönhuber
Wilhelm Schönhuber (* 27. Januar 1902 in Appertshofen, Bezirksamt Ingolstadt; † 21. Mai 1979 in Rott am Wald, Landkreis Rottal-Inn) war ein deutscher Jurist und Politiker (Bayernpartei, FDP).

## Leben
Der aus der Gemeinde Appertshofen stammende Schönhuber besuchte das Neue Gymnasium in Würzburg und studierte im Anschluss Rechtswissenschaft an den Universitäten in München, Würzburg und Erlangen. Seit 1922 gehörte er der Münchener Burschenschaft Cimbria an. Er bestand das Erste Juristische Staatsexamen, absolvierte den Vorbereitungsdienst und erhielt nach Ablegung des Zweiten Juristischen Staatsexamens die Zulassung als Rechtsanwalt. Zunächst praktizierte er in Nürnberg, dann in Eggenfelden, wohin er 1935 seinen Wohnsitz verlegt hatte.
Schönhuber war seit 1952 für die Bayernpartei Kreistagsmitglied im Landkreis Eggenfelden. Er gehörte seit 1953 dem beratenden Bezirkstag für Niederbayern an und wurde am 28. November 1954 während der konstituierenden Sitzung im Landshuter Rathaus zum ersten Präsidenten des Bezirkstags gewählt. Das Amt des Bezirkstagspräsidenten bekleidete er bis 1958. Bei der Landtagswahl im November 1958 wurde er über den Wahlkreis Niederbayern als Abgeordneter in den Bayerischen Landtag gewählt. Im Parlament war er von Januar bis März 1959 Mitglied des Ausschusses für Sicherheitsfragen. Er verließ während der Legislaturperiode die Bayernpartei, trat am 10. Januar 1962 in die FDP ein und vollzog einen Fraktionswechsel. Im November 1962 schied er aus dem Landtag aus.
Neben seiner beruflichen und parlamentarischen Tätigkeit war Schönhuber seit 1954 Aufsichtsratsmitglied der Ostbayerischen Energieversorgung und seit 1957 Vorsitzender des Zweckverbandes Füssing. Des Weiteren war er Mitglied im Verwaltungsrat der Kreissparkasse.